# Mohamed El Arouch
Mohamed El Arouch (Orange, 6 april 2004) is een Frans voetballer die sinds februari 2025 uitkomt voor RWDM.

## Clubcarrière
El Arouch ruilde in 2017 de jeugdopleiding van SC Orange voor die van Olympique Lyon. In juli 2021 ondertekende hij er zijn eerste profcontract, dat hem tot medio 2024 aan de club verbond. El Arouch had op dat moment reeds zijn officiële debuut voor het tweede elftal van de club in de Championnat National 2 gemaakt.
Op 7 mei 2022 won hij met de U19 van Lyon de Coupe Gambardella, waardoor Lyon het prestigieuze jeugdtoernooi voor het eerst sinds 1997 nog eens in de wacht sleepte. El Arouch opende in de finale tegen SM Caen de score en zette in de strafschoppenserie zijn strafschop succesvol om. Kort daarop brak Lyon het contract van El Arouch, die toen al even als een van de grootste jeugdtalenten van Lyon gold, open tot 2025.
Op 25 februari 2023 maakte El Arouch zijn officiële debuut voor het eerste elftal van de club: in de competitiewedstrijd tegen Angers SCO (1-3-winst) liet trainer Laurent Blanc hem in de 90e minuut invallen voor Thiago Mendes. Drie dagen later kreeg hij in de bekerwedstrijd tegen Grenoble Foot 38 (2-1-winst) meer speeltijd: toen mocht hij in de 54e minuut invallen voor Bradley Barcola. In het seizoen 2023/24 bleef hij bij het eerste elftal steken op een korte invalbeurt tegen OGC Nice op 27 augustus 2023.
In augustus 2024 liet Lyon de twintigjarige middenvelder op definitieve basis vertrekken naar zusterclub Botafogo FR. Botafogo betaalde geen transfersom, maar Lyon bedong 50% van de rechten op een eventuele toekomstige transfersom. Zo ver kwam het nooit: nauwelijks een maand later verliet El Arouch de club al om persoonlijke redenen, zonder een officiële wedstrijd gespeeld te hebben voor de latere landskampioen en Copa Libertadores-winnaar.
In februari 2025 ondertekende El Arouch een contract tot medio 2027 bij RWDM, de Belgische tweedeklasser die net als Lyon en Botafogo deel uitmaakt van Eagle Football Holdings.

## Clubstatistieken
| Seizoen         | Club             | Land               | Competitie             | Competitie | Competitie | Beker | Beker | Supercup | Supercup | Internat. | Internat. | Totaal | Totaal |
| Seizoen         | Club             | Land               | Competitie             | Wed.       | Dlp.       | Wed.  | Dlp.  | Wed.     | Dlp.     | Wed.      | Dlp.      | Wed.   | Dlp.   |
| --------------- | ---------------- | ------------------ | ---------------------- | ---------- | ---------- | ----- | ----- | -------- | -------- | --------- | --------- | ------ | ------ |
| 2020/21         | Olympique Lyon B | Vlag van Frankrijk | Championnat National 2 | 2          | 0          | —     | —     | —        | —        | —         | —         | 2      | 0      |
| 2021/22         | Olympique Lyon B | Vlag van Frankrijk | Championnat National 2 | 9          | 2          | —     | —     | —        | —        | —         | —         | 9      | 2      |
| 2022/23         | Olympique Lyon B | Vlag van Frankrijk | Championnat National 2 | 17         | 3          | —     | —     | —        | —        | —         | —         | 17     | 3      |
| 2022/23         | Olympique Lyon   | Vlag van Frankrijk | Ligue 1                | 1          | 0          | 1     | 0     | —        | —        | —         | —         | 2      | 0      |
| 2023/24         | Olympique Lyon B | Vlag van Frankrijk | Championnat National 3 | 6          | 1          | —     | —     | —        | —        | —         | —         | 6      | 1      |
| 2023/24         | Olympique Lyon   | Vlag van Frankrijk | Ligue 1                | 1          | 0          | 0     | 0     | —        | —        | —         | —         | 1      | 0      |
| 2024            | Botafogo FR      | Vlag van Brazilië  | Série A                | 0          | 0          | 0     | 0     | —        | —        | 0         | 0         | 0      | 0      |
| 2024/25         | RWDM             | Vlag van België    | Eerste klasse B        | 6          | 0          | 0     | 0     | —        | —        | —         | —         | 6      | 0      |
| Carrière totaal | Carrière totaal  | Carrière totaal    | Carrière totaal        | 42         | 6          | 1     | 0     | 0        | 0        | 0         | 0         | 43     | 6      |

Bijgewerkt op 4 juli 2025.

## Interlandcarrière
El Arouch maakte in 2019 zijn debuut als Frans jeugdinternational.

## Trivia
- In oktober 2021 werd hij door de Britse krant The Guardian opgenomen in de lijst van de 60 grootste voetbaltalenten geboren in het jaar 2004.[12]

1 Lathouwers ·
3 Halilou ·
4 Doudaev ·
5 De Sart ·
6 Halifa ·
7 Montes ·
8 Abe ·
9 Parzyszek ·
10 Robail ·
11 Ziani ·
15 Laâziri ·
17 Barry ·
20 Poku ·
21 Marsoni ·
22 Soelle Soelle ·
23 Del Piage ·
26 Kestens ·
28 Hubert ·
29 Maurer ·
30 Baghli ·
31 Dodeigne ·
43 Sousa ·
49 Sapata ·
51 Preijs ·
53 Messad-Kouchiche ·
60 Awudu ·
70 Nkurunziza ·
77 Biron ·
83 Lemmens ·
84 El Arouch ·
99 Benjdida ·
Coach: Ferrera
· Assistent-coach: Baherlé
· Assistent-coach: De Camargo